# Последняя дуэль (книга)
«Последняя дуэль: правдивая история испытания битвой в средневековой Франции» (англ. The Last Duel: A True Story of Trial by Combat in Medieval France) — монография американского учёного и литературного критика Эрика Джагера, впервые опубликованная в 2004 году. Рассказывает о судебном поединке Жака Ле Гри и Жана де Карружа из-за обвинения Ле Гри в изнасиловании Маргариты де Карруж, который произошёл в 1386 году и стал последним юридически санкционированным судебным поединком в истории Франции. Рассказ о нём содержится в «Хрониках» историка Столетней войны Жана Фруассара, ставшего очевидцем боя, а также в «Больших французских хрониках».
Джагер рассказывает предысторию поединка, начиная с генеалогии рода Карружей, а затем переходит к описанию дружбы героев, постепенно переросшей в непримиримую вражду. Поединок закончился победой Карружа и гибелью Ле Гри, но позже, по данным одного из источников, «другой человек, приговорённый к смерти из-за совершения тяжкого преступления, сознался в изнасиловании Маргариты».
Книга стала литературной основой художественного фильма Ридли Скотта «Последняя дуэль», вышедшего на экраны в 2021 году. Карружа в нём сыграл Мэтт Деймон, Ле Гри — Адам Драйвер, Маргариту — Джоди Комер. В роли Пьера Алансонского, сеньора главных героев, снялся Бен Аффлек.